# Антон Бучацький
О. Антон (Антін) Бучацький (2 лютого 1913, с. Свірж, Перемишлянський повіт, Королівство Галичини і Лодомерії, Австро-Угорщина — липень 1987, м. Ходорів, Львівська обл, СРСР) — священник УГКЦ, катехит, в'язень радянських таборів.

## Біографія
Народився 2 лютого 1913 року в селянській сім'ї Івана та Катерини (з дому Залипська) Бучацьких, був наймолодшим з дванадцятьох дітей.
Закінчив початкову школу у с. Свірж. Продовжив навчання у Перемишлянській гімназії, після цього вступив до Львівської богословської академії. Навчання стало можливим завдяки допомозі старших братів, які на той час виїхали до Америки.
У 1938 році був висвячений на священника УГКЦ митрополитом Андреєм Шептицьким і розпочав служіння у с. Помонята поблизу Рогатина.
Як священник користувався повагою селян, брав участь у роботі товариства «Просвіта», посадив у селі сад.
Після Львівського псевдособору 1946 року продовжив служіння у підпільній греко-католицькій церкві. Декілька років переховувався від чекістів, працював шофером, таємно проводив богослужіння у Помонятах, інколи рятуючись у дивовижний спосіб.
У 1949 році о. Антон Бучацький був арештований по доносу. Спочатку утримувався у м. Ходорів, потім — у тюрмі на Лонцького у Львові. Був засуджений на 25 років таборів. За свідченнями проявив себе людиною сильної волі, віри і молитви. Відбував покарання на шахтах Караганди, під час ув'язнення таємно відправляв Служби Божі.
У 1956 році о. Антіна звільнили з ув'язнення. На свободі влаштувався різноробочим на сірчаному комбінаті в Новому Роздолі. Незважаючи на небезпеку, залишився священником у підпільній Церкві.
У часи переслідування УГКЦ о. Антон Бучацький провадив священницьке служіння не тільки у с. Помонята, але й у Ходорові, с. Бубнище, а також у Тернополі, Києві, с.Бориничі на Львівщині. Церкви були закриті або зруйновані, тому Служби Божі відправлялись на цвинтарях або у лісі, де створювались подоби капличок просто поміж дерев. Разом з іншими священниками УГКЦ зазнавав переслідувань, вистежувався агентами КДБ. Крім переслідувань з боку радянської влади о. Антон пережив і особисті трагедії — смерть доньки, дружини, маленької онучки, але це не зламало його віру.
Помер у липні 1987 року, не доживши до визнання УГКЦ. Є свідчення, що смерть отця була спричинена наслідками побиття його чекістами.

## Пам' ять
На відновленній у 90-ті роки ХХ століття церкві в с. Помонята встановлена табличка з текстом
|  | У цій церкві с. Помоняти мав парафію 1938 - 1949 р. священик, громадсько-культурний діяч, в'язень московських таборів Антон Іванович Бучацький |

## Родина
Належав до роду Бучацьких.
Дружина — Олена Голейко, донька священника о. Миколи Голейка, пароха в Кутиськах та його дружини Володимири з роду Кисілевських.
Син — Ярослав Антонович Бучацький (1943 — 12.07.2022), відомий лікар-педіатр львівського «Охмадиту».
- Онука Наталія — лікар

- Онук Ігор Бучацький — художник[2]